# Emilio Bodrero
Emilio Bodrero (Roma, 3 aprile 1874 – Roma, 30 novembre 1949) è stato un politico e storico della filosofia italiano.

## Biografia
Laureato in giurisprudenza nel 1895 viene assunto come impiegato alla Corte dei conti e prosegue al contempo gli studi che gli consentono di conseguire le lauree in lettere (1900) e filosofia (1901). Studioso di filosofia antica, si è dedicato in modo particolare al pensiero pre-socratico. Nel 1914 ottiene l'abilitazione alla libera docenza in storia della filosofia e l'anno successivo vince un concorso per la cattedra all'università di Messina, dove rimane per circa un anno. Nel 1916 ottiene la stessa cattedra all'università di Padova, dove è ordinario dal 1918 e rimane fino al 1940, venendo eletto rettore nel 1926-1927..
Nei primi anni del novecento aderisce al movimento nazionalista, tornato a nuova vita dopo che la disfatta di Adua (1896) aveva fortemente ridimensionato le ambizioni coloniali italiane in Africa. Fin dal primo numero collabora col settimanale Il Regno, fondato nel 1903 da Enrico Corradini in funzione antisocialista, antigiolittiana e irrendentista, qualche anno dopo è tra i fondatori de Il Carroccio, rivista particolarmente attenta alla causa irredentista e alle battaglie degli studenti italofoni delle terre irredente.

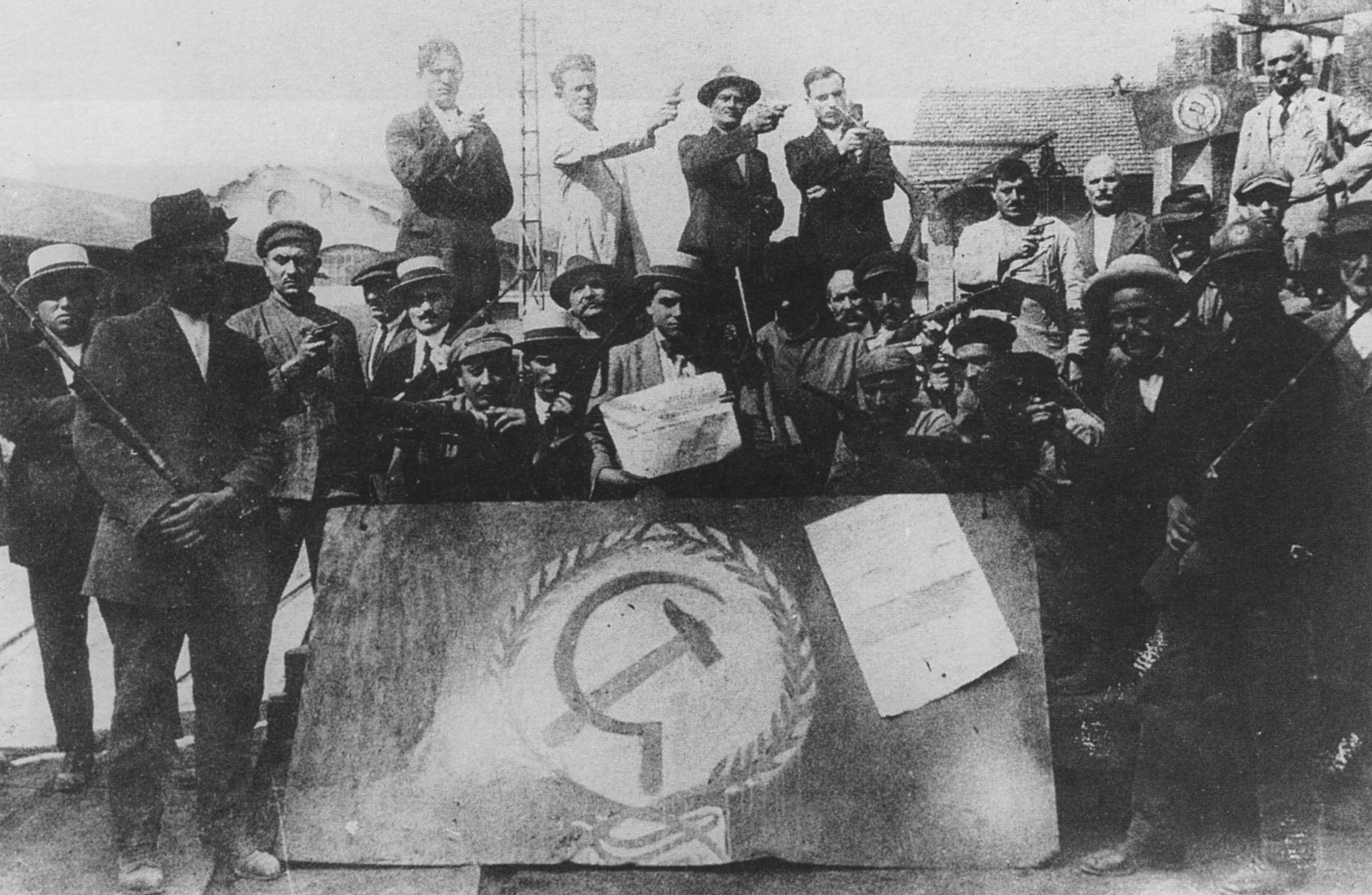
1920: una fabbrica presidiata nel periodo del biennio rosso

Sostenitore dell'intervento italiano, parte volontario per la prima guerra mondiale, dalla quale torna con una medaglia d'argento, tre medaglie di bronzo e due croci di guerra. Nell'atmosfera tutt'altro che pacificata del primo dopoguerra, infuocata dai proclami di Gabriele D'Annunzio sulla vittoria mutilata, dagli eventi del biennio rosso e dalle prime manifestazioni del movimento fascista, all'approccio fino ad allora ideologico alla causa nazionalista abbina la partecipazione diretta alla vita pubblica, sconvolta dalla crisi dello stato liberale che spiana la strada ai socialisti ed apre nuove prospettive all'impegno politico dei cattolici attraverso il Partito popolare italiano, costituito in vista delle elezioni politiche del 1919. Nonostante il grande impegno delle camicie azzurre nazionaliste e delle camicie nere fasciste la competizione elettorale vede vincenti i socialisti (1.834.792 voti e 156 seggi), seguiti a ruota dai popolari (1.167.354 voti e 100 seggi) e mette per la prima volta in minoranza i liberali, i cui governi possono reggersi solo grazie all'appoggio (e al ricatto o riscatto forse: per favore precisa di quale ricatto parli), popolare.
Iscritto fin dal 1910 all'Associazione nazionalista italiana, che alle elezioni del 1919 ha presentato i suoi candidati nelle file del Partito dei combattenti, partecipa in prima persona alle contromanifestazioni indette per contestare gli scioperi generali e l'atteggiamento contrario dei socialisti alle pretese italiane sui territori dell'Istria e della Dalmazia. Nel 1921 collabora alla formazione delle liste unitarie tra liberali, nazionalisti e fascisti rifiutando la candidatura a causa dei suoi impegni universitari, due anni dopo, assieme a Luigi Federzoni, Alfredo Rocco e Costanzo Ciano, è tra i più convinti sostenitori della fusione dell'associazione nel Partito Nazionale Fascista, che nel frattempo ha sempre più abbandonato i caratteri socialisteggianti e repubblicani dei Fasci italiani di combattimento ed è salito al potere virando verso i caratteri tipici della destra conservatrice e reazionaria incarnata dai nazionalisti.Nello stesso anno pubblica Manifesto alla Borghesia un volume che esercitò una decisiva influenza sulle scelte strategiche di Benito Mussolini in una fase decisiva per la formazione del fascismo italiano.

Bodrero (primo a sinistra) con Achille Starace e Mussolini

Dopo aver ricoperto alcune cariche di partito nella fase organizzativa seguente alla presa del potere nel 1924 si presenta candidato del PNF nelle elezioni che, attraverso il meccanismo della legge Acerbo favorito da brogli e intimidazioni, "premia" i fascisti con la maggioranza assoluta. Dai banchi del parlamento si occupa principalmente dei problemi della pubblica istruzione e delle università; dal 1929 al 1934, nella sua seconda legislatura, è vicepresidente dell'assemblea di Montecitorio e partecipa ai lavori della commissione parlamentare che predispone il decreto di istituzione della Camera dei fasci e delle corporazioni, consesso cui non prende parte perché nel 1934, terminata la seconda legislatura, viene nominato senatore a vita nella categoria 3 (I deputati dopo tre legislature o sei anni di esercizio). Altro fronte su cui dedica un particolare impegno è la legislazione contro la massoneria, fu infatti l’autore del noto ordine del giorno antimassonico presentato al Gran Consiglio del Fascismo il 13 febbraio 1923.
Due volte sottosegretario alla Pubblica istruzione (dal 1926 al 1928 e nel 1941), fu autore di una circolare in cui affermava che « l'educazione religiosa è il coronamento dell'istruzione pubblica ». Dopo il 1934 dirada i suoi impegni pubblici in favore dell'insegnamento e degli studi sulla storia della filosofia, dedicandosi anche all'insegnamento della storia e della dottrina del fascismo. Dopo il 25 luglio 1943 non aderisce alla Repubblica sociale italiana, che per il fascismo rappresenta un ritorno agli ideali rivoluzionari e repubblicani, e rimane in cattedra fino al procedimento di epurazione e alla sentenza dell'Alta Corte di Giustizia per le Sanzioni contro il Fascismo che lo dichiara decaduto dalla carica di senatore con sentenza del 21 ottobre 1944.
Antonio Gramsci inserì Bodrero nella categoria del lorianismo - da lui creata sulla base della controversa figura dell'economista Achille Loria -  ossia tra gli intellettuali « privi di spirito critico sistematico » e incapaci di svolgere una seria attività scientifica. Dopo aver notato come Bodrero fosse professore di storia della filosofia benché non fosse in realtà né « un filosofo né uno storico » ma un « filologo capace di far discorsi di tipo umanistico-retorici », Gramsci definì « stupefacente » il suo articolo Itaca Italia apparso nel giugno 1930 sulla rivista Gerarchia. Bodrero vi definiva l'Odissea il poema della controrivoluzione, istituendo un parallelo tra il dopoguerra greco-troiano e gli anni 1919-1920. I Proci sarebbero gli imboscati, mentre Penelope rappresenterebbe la democrazia liberale. La rivoluzione è rappresentata dagli stessi Proci, perché saccheggiano la dispensa di Ulisse, ne stuprano le ancelle e insidiano sua moglie. Ulisse è il combattentismo, mentre i Feaci sono l'Olanda e la Spagna, paesi rimasti neutrali nella guerra.

## Opere

### Prefazioni
- Italica : prose e poesie della terza Italia, SACEN, 1928
- Luca De Regibus, L' impero di Roma, volume secondo, Vitagliano, 1930
- Dix années d'art en Italie : 1922-1932, Éditions des Chroniques du Jour, pref. 1933
- Annuario del Teatro italiano : Anno III. 1 Maggio 1936-30 aprile 1937. Vol. I. A-C. Vol. II. D-L. Vol. III. M-p. Vol. IV. R-z

### Saggi e articoli
- Le opere di Protagora, Loescher, 1903
- Il principio fondamentale del sistema di Empedocle, Roma, E. Loescher, 1904.
- Il sorgere della sofistica nella vita e nel pensiero greco del 5. secolo, Ufficio della Rassegna nazionale, 1904
- Per rievocare un sofista, F. Centenari & c., 1905
- Trinità, F. Centenari & c., 1905
- Quadri storici: i presocratici, Stabilimento poligrafico emiliano, 1908
- Cronaca di studi antichi, Cooperativa tipografica Manuzio, 1909
- Un terremoto nell'età ellenistica, Nuova antologia, 1909
- (DE)  Herakleitos von Ephesos : griechisch und deutsch von Hermann Diels, Loescher, 1910
- Eraclito: testimonianze e frammenti, Torino, F.lli Bocca, 1910.
- La genialità latina ed il pensiero di Giovanni Vailati, Rivista italiana di sociologia, 1911
- Dopo il cinquantenario, Cooperativa tipografica Manuzio, 1911
- Panegirico dell'aviatore, o, La nuova cosmogonia, Direzione della Nuova antologia, 1912
- I giardini di Adone, Bontempelli e Invernizzi, 1913
- Latino e greco in America . E. Loescher, 1913
- Protagora, Società Tipografica Editrice Barese, 1914
- La pedagogia universitaria della storia della filosofia in Italia, Società editrice Dante Alighieri, 1915
- I limiti della storia della filosofia, Roma, A. F. Formiggini, 1919
- Dante e l'idea latina : conferenza tenuta in Padova il 22 maggio 1919, E. Armani, 1919
- La posizione spirituale di Leonardo, s.n., 1919
- Appello alla borghesia, La Fionda, 1921.
- Talete greco e Talete fenicio, Penada, 1923
- L'Italia, l'Ungheria e l'Europa orientale, Libreria editrice C. U. Trani, 1923
- Inchiesta sulla massoneria, Mondadori, 1925
- Genesi storica del fascismo, Società editrice nazionale, stampa 1925
- Vittorie dottrinali del fascismo. Prolusione tenuta per l'inaugurazione del 3º anno di attività dell'Istituto fascista di cultura, la sera del 25 novembre 1926, nella sala dell'Alessi in Palazzo Marino a Milano - Istituto Fascista di Cultura, 1926
- Teoria dell'impero, s.n., 1926
- Alla nuova generazione : discorso tenuto a l'Augusteo per la 2ª leva fascista, a cura dell'Opera nazionale Balilla, a. VI, 1928
- La presenza di Dante nella coscienza dell'Italia nova, Edizione della Rassegna italiana, 1927
- La fine di un'epoca, Libreria del Littorio 1932
- Alberto Magno, Premiate officine grafiche C. Ferrari, 1932
- Umanità di Cesare. Discorso tenuto il 10 settembre XI [1933] a Rimini in occasione del collocamento della statua di C. G. Cesare donata dal duce alla città, Confederazione nazionale dei professionisti e artisti, stampa 1933
- Studi saggi ed elogi : pubblicazione celebrativa per il 25º dell'insegnamento universitario, CEDAM, 1935
- Orazio e la filosofia, F. Le Monnier, 1935
- La crisi della democrazia, Nuovi problemi, 1935
- Cesare Balbo, F. Le Monnier, 1936
- Elevazione spirituale e materiale dei lavoratori attraverso il dopolavoro, Milano, Tipo-litografia Turati Lombardi e c. 1938
- Roma e il fascismo, Istituto di studi romani, 1939
- L'aurora della filosofia, L. Penada, 1939
- La filosofia e la scienza, Centro nazionale di studi sul rinascimento, 1939
- Francesco Guicciardini, Centro nazionale di studi sul Rinascimento, 1940
- Vita e cultura del Piemonte nella prima metà del secolo XIX. Sansoni, 1940
- Empedocle, R. Istituto d'arte del libro, 1940
- Corso di storia e dottrina del fascismo : appunti stenografici presi durante le lezioni dell'ecc. Emilio Bodrero. D.U.S.A, 1940
- Studi, saggi ed elogi, CEDAM, stampa 1941
- Celebrazione di Cristoforo Colombo nel 449 annuale della scoperta dell'America. Conferenza pronunciata nella Sede del centro italiano di studi americani il 12 Ottobre 1941-XIX. Roma, Tip. C. Colombo, 1941
- Introduzione e commento alla Dottrina del fascismo di Mussolini: appunti presi durante le lezioni dell'assistente dott. Nino Tripodi. Roma, D.U.S.A., 1942
- Il destino di Roma nell'opera di Livio, Padova, Società cooperativa tipografica, a. XXI-1943

### Opere senza data
- Ragione ideale della guerra d'Africa, L'Italia letteraria : la fiera letteraria : settimanale di scienze, lettere ed arti.
- Scatola dei pensieri. Meridiano di Roma, L'Italia letteraria, artistica, scientifica
- Ettore Romagnoli. Rivista italiana del dramma, a cura dell'Istituto Luigi Pirandello per la storia del teatro italiano.
- Dottrine politiche dei filosofi greci : corso di storia della filosofia tenuto da S. E. prof. Emilio Bodrero.